# 丁毓珠
丁毓珠，GBS，JP（1940年10月19日），祖籍江蘇無錫，香港著名幼稚園維多利亞幼稚園的創辦人，曾任東區區議會主席，1982年開始曾出任委任區議員、民選區議員、市政局議員等公職，分別於2001年、2006年和2011年獲頒授銅、銀和金紫荊星章。她就讀九龍真光中學，1958年於中學會考中取得聖經科B級成績，繼而於葛量洪教育學院完成教育文憑課程，曾經擔任孔聖會維多利亞英文小學校長。過去一直為委任區議員，但港督彭定康在1994年香港區議會選舉中全面取消委任議席，丁毓珠只能選擇在康山選區爭取連任，遇上當時出任民主黨港島東支部主席、現時台灣知名評論家林保華之夫人楊月清，最終僅以三百多票勝出，此次也是丁唯一一次參與直接選舉。
2001年始公開實為何鴻燊三哥何鴻展的妻子，與前夫育有一子孔慶暘及一女孔美琪(已故)（曾與呂惠發、魏麗霞、吳士元合夥擁有馬匹「星威」）。
丁毓珠自1992-1993年度開始在香港賽馬會成為馬主，名下馬匹以「天下」兩字命名，包括「揚威天下」、「順景天下」、「明亮天下」，此外，她亦與林貝聿嘉組成「五粒星團體」，擁有名下馬匹「星叻」。